# 528 a.C.
Il 528 a.C. (DXXVIII a.C. in numeri romani) è un anno  del VI secolo a.C.

## Eventi
- Secondo la tradizione buddhista Siddhārtha Gautama raggiunge l'illuminazione diventando il Buddha storico a Bodhgaya in India.
- Atene, Grecia: Ha inizio la tirannia di Ippia e Ipparco, i figli ed eredi di Pisistrato.
- Milone di Crotone vince per terza volta le Olimpiadi (lotta)

## Morti
- Anassimene di Mileto, filosofo e astronomo greco antico